# Ilan De Basso
Ilan De Basso, född 1 oktober 1969 i Turkiet, är en svensk socialdemokratisk politiker. Han är sedan 2021 EU-parlamentariker, efter att tidigare ha varit kommunalråd i Jönköpings kommun.

## Biografi
Ilan De Basso växte upp i Jakobsberg och i Örebro. Under åren 2000–2003 arbetade han på Rädda Barnen. Han har också varit arbetsförmedlare. Han var kommunalråd i Jönköpings kommun 2010–2021, valdes till ledamot i Socialdemokraternas partistyrelse 2013 och var ordförande för Jönköpings arbetarekommun 2012–2023.
I Europaparlamentsvalet 2019 stod han på sjätte plats på Socialdemokraternas lista. Han blev inte invald då, men den 13 december 2021 blev han EU-parlamentariker sedan Johan Danielsson avgått för att bli statsråd. I Europaparlamentet är De Basso ledamot i utskottet för sysselsättning och sociala frågor och suppleant i budgetutskottet samt i utskottet för utveckling.
Han kandiderade i riksdagsvalet 2022 och blev invald som ordinarie riksdagsledamot för Jönköpings läns valkrets. Han avsade sig dock uppdraget som riksdagsledamot i samband med riksdagens öppnande, för att istället fortsätta arbetet i Europaparlamentet.
De Basso är assyrier och har varit ordförande i Assyriska riksförbundet. Han är gift med regionrådet Rachel De Basso.